# Verhivka, Luțk
Verhivka (în ucraineană Верхівка) este un sat în comuna Romaniv din raionul Luțk, regiunea Volînia, Ucraina.

## Demografie
Componența lingvistică a localității Verhivka
     Ucraineană (98,16%)
     Rusă (1,84%)
Conform recensământului din 2001, majoritatea populației localității Verhivka era vorbitoare de ucraineană (98,16%), existând în minoritate și vorbitori de rusă (1,84%).